# Azerbajdzjanska socialistiska sovjetrepublikens nationalsång
Azerbajdzjanska socialistiska sovjetrepublikens nationalsång var den Azerbajdzjanska socialistiska sovjetrepublikens officiella nationalsång åren 1944-1991 när Azerbajdzjan var en sovjetrepublik. Musiken komponerades av Uzeyir Hajibeyov.

## Text 1977-1991
| Azeriska med latinsk skrift | Azeriska med kyrillisk skrift | Svensk tolkning |
| --- | --- | --- |
| Azərbaycan! Çiçəklənən Respublika, şanlı diyar! Qadir Sovet ellərində həm azadsan, həm bəxtiyar. Oktyabrdan qüvvət alıb sən qovuşdun səadətə, Alqış olsun bu hünərə, alqış olsun bu qüdrətə! Yolumuz Lenin yoludur, partiyadır rəhbərimiz, Kommunizmin günəşilə nurlanacaq səhərimiz. Biz gedirik gələcəyə qaliblərin cərgəsində, Yaşa, yaşa, Azərbaycan, böyük Sovet ölkəsində! Odlar yurdu! Bu ağ günlər el gücünün bəhrəsidir, Qəhrəmanlıq, bir də hünər azad insan həvəsidir. Nəsillərdən nəsillərə yadigardır dəyanətin, Kommunizmə biz gedirik, sıra möhkəm, addım mətin. Yolumuz Lenin yoludur, partiyadır rəhbərimiz, Kommunizmin günəşilə nurlanacaq səhərimiz. Biz gedirik gələcəyə qaliblərin cərgəsində, Yaşa, yaşa, Azərbaycan, böyük Sovet ölkəsində! Rəşadətli Rus xalqıdır dostluq, birlik bayraqdarı, Müqəddəsdir, sarsılmasdır dost ellərin bu ilqarı. Qardaş xalqlar birliyindən aldıq gücü, qüdrəti biz, Qoy var olsun bu ittifaq - şanlı Sovet Vətənimiz! Yolumuz Lenin yoludur, partiyadır rəhbərimiz, Kommunizmin günəşilə nurlanacaq səhərimiz. Biz gedirik gələcəyə qaliblərin cərgəsində, Yaşa, yaşa, Azərbaycan, böyük Sovet ölkəsində! | Азәрбајҹан! Чичәкләнән Республика, шанлы дијар! Гадир Совет елләриндә һәм азадсан, һәм бәхтијар. Октјабрдан гүввәт алыб сән говушдун сәадәтә, Алгыш олсун бу һүнәрә, алгыш олсун бу гүдрәтә! Јолумуз Ленин јолудур, партијадыр рәһбәримиз, Коммунизмин ҝүнәшилә нурланаҹаг сәһәримиз. Биз ҝедирик ҝәләҹәјә галибләрин ҹәрҝәсиндә, Јаша, јаша, Азәрбајҹан, бөјүк Совет өлкәсиндә! Одлар јурду! Бу ағ ҝүнләр ел ҝүҹүнүн бәһрәсидир, Гәһрәманлыг, бир дә һүнәр азад инсан һәвәсидир. Нәсилләрдән нәсилләрә јадиҝардыр дәјанәтин, Коммунизмә биз ҝедирик, сыра мөһкәм, аддым мәтин. Јолумуз Ленин јолудур, партијадыр рәһбәримиз, Коммунизмин ҝүнәшилә нурланаҹаг сәһәримиз. Биз ҝедирик ҝәләҹәјә галибләрин ҹәрҝәсиндә, Јаша, јаша, Азәрбајҹан, бөјүк Совет өлкәсиндә! Рәшадәтли Рус халгыдыр достлуг, бирлик бајрагдары, Мүгәддәсдир, сарсылмасдыр дост елләрин бу илгары. Гардаш халглар бирлијиндән алдыг ҝүҹү, гүдрәти биз, Гој вар олсун бу иттифаг - шанлы Совет Вәтәнимиз! Јолумуз Ленин јолудур, партијадыр рәһбәримиз, Коммунизмин ҝүнәшилә нурланаҹаг сәһәримиз. Биз ҝедирик ҝәләҹәјә галибләрин ҹәрҝәсиндә, Јаша, јаша, Азәрбајҹан, бөјүк Совет өлкәсиндә! | Azerbajdzjan, blomstrande republik, härliga land! I sovjetisk famn är du både fri och lycklig. Med oktobers styrka har du gått med glädjen, Välsignad vare detta mod, välsignad vare denna styrka! Vår väg, Lenins väg, partiet, vår ledare. Vår morgondag kommer att blomstra under kommunismens sol. I segrarnas led marscherar vi framåt mot framtiden, Länge leve Azerbajdzjan i den stora sovjetstaten! Eldens land! Dessa dagar är en följd av folkets styrka, Hjältedåd och mod är det fria folkets bön. Från generation till generation bärs värdigheten vidare, Vi marscherar framåt mot kommunismen i täta rader med fasta steg. Vår väg, Lenins väg, partiet, vår ledare. Vår stad kommer att blomstra under kommunismens sol. I segrarnas led marscherar vi framåt mot framtiden, Länge leve Azerbajdzjan i den stora sovjetstaten! De tappra ryssarna är våra kamrater, våra vapenbröder, Heligt och orubbligt är brödraskapet mellan våra stater. Denna brödraskapets union har gett oss styrka och makt, Vår allians - det sovjetiska fosterlandet, må det bestå i evighet! Vår väg, Lenins väg, partiet, vår ledare. Vår stad kommer att blomstra under kommunismens sol. I segrarnas led marscherar vi framåt mot framtiden, Länge leve Azerbajdzjan i den stora sovjetstaten! |